# Стив Лукатер
Стивен Ли Лукатер (рођен 21. октобра 1957. године) је амерички гитариста, певач, текстописац, аранжер и продуцент, најпознатији као једини континуирани члан групе Тото од његовог оснивања 1976. године до данас. Врло разноврсан музичар, Лукатер је снимио гитарске деонице за више од 1.500 албума који представљају широк спектар уметника и жанрова. Такође је допринео албумима и хит сингловима као аутор песама, аранжер и продуцент. Најзначајније је да је Лукатер свирао гитару на албумима Боз Скагзаа Down Two Then Left (1977) и Middle Man (1980) , a био је истакнути сарадник на неколико студијских албума Мајкл Џексона, укључујући албум Thriller (1982). Лукатхер је објавио седам соло албума, од којих је последњи, Transition, објављен у јануару 2013.
1976. године, када је Лукатхер имао деветнаест година, позвали су га средњошколски пријатељи Дејвид Пејч и браћа Поркаро Стив и Џеф да им се придружи у формирању њиховог бенда Тото. Остао је члан бенда током читаве његове историје, а последњих година служио је као његов менаџер и музички директор. Лукатерова репутација гитаристе и његово удруживање са Пејчом и браћом Поркаро, који су такође постали етаблирани уметници у својим областима, омогућили су му да обезбеди непрестано ангажовање као сесијског музичара током 1970-их и 1980-их. Лукатер је номинован за дванаест награда Греми, а освојио је пет. Иако се његов рад са групом Тото претежно базирао на поп рок музици, а самостални рад у прогресивном року и хард року, многи Лукатерови споредни пројекти фокусирани су на џез фузију. Имао је дугогодишњу сарадњу са џез гитаристом Ларијем Карлтоном који је продуцирао албум који добија награду Греми и био је члан џез фјужн бенда Лос Лоботомис, у којим је сарађивао са истакнутим музичарима. Од 2012. године, Лукатер је свирао са бившим бубњаром Битлса Ринго Старом и његовом супергрупом, All-Starr Band.
Под утицајем блуз-рок гитариста као што су Џими Хендрикс и Џими Пејџ, као и свирачи џез фјужн-а као Ал Ди Меола и Џон Маклохлин, Лукатер је познат по мелодичном и интензивном стилу свирања. Такође је препознат по својој ефикасности у студију, често снимајући нумере у једном тејку користећи минималну обраду звука. Иако је некада користио многе гитарске ефекте у студију и на сцени, сада често омаловажава такву праксу и уместо тога заговара чисте тонове и минималну студијску обраду. Лукатер свира првенствено електричну гитару са потписом компаније Ernie Ball Music Man која носи његов надимак Лук (Luke). Такође свира на акустично-електричним гитарама марке Јамаха и Овешјн.

## Детињство и младост
Стивен Ли Лукатер рођен је 21. октобра 1957. године у долини Сан Фернандо у Калифорнији. Прво је свирао клавијатуре и бубњеве, а затим се научио свирању гитаре почевши од седам година, када му је отац купио Кеј акустичну гитару и копију албума Битлса Meet the Beatles. Лукатер је рекао да је албум "променио његов живот" и да је на њега посебно утицао свирање гитаре Џорџа Харисона .  
У средњој школи Грант,  Лукатер је упознао Дејвида Пејча и браћу Поркаро (Џефа, Стива и Мајка ),  такође члановима групе Тото. Лукатер, који је био самоуки музичар, почео је да држи часове гитаре код Џими Вибла. Са Виблoм, Лукатер је проширио своје знање о ширим аспектима музике, укључујући и оркестрацију. У том периоду, почетком 1970-их, Лукатер се заинтересовао за идеју да постане сесијски музичар, позив који пружа могућности за свирање са разним познатим музичарима. 
Џеф Поркаро, који је свирао бубњеве са групом Стили Ден од 1973. године,  постао је ментор Лукатеру и подстакао његово интересовање за сесијски рад. Први посао за Лукатера у музичкој индустрији је био студијски рад са Боз Скагзом, , након чега су Пејч и Џеф Поркаро који је већ био истакнути студијски музичар,  питали Лукатера да им се придруже у формирању групе Тото 1976. године, заједно са Боби Кимбалом, Дејвидом Хангејтом и Стив Поркароом . 

## Тото
Лукатер је оригинални и главни гитариста групе Тото, који у том својству налази током читаве историје бенда, при чему је и главни и пратећи вокал и композитор. Лукатер је освојио три од својих пет награда Греми за рад са групом Тото, два пута као уметник и једном као продуцент.  Дејвид Пејч је водио послове компоновања у групи током њеног развоја 1978. године - на првом албуму групеТото, он је написао све осим две песме из албума, укључујући и сва четири сингла. Лукатер такође приписује Џефу Поркароу вођство у бенду током тог периода. Међутим, Лукатерова улога у групи је еволуирала временом захваљујући променљивим потребама бенда. У августу 1992. године Џеф Поркаро се срушио док је радио куће у дворишту и потом умро од срчане инсуфицијенције.  Смрт је дубоко погодила групу и Лукатера, али су сматрали да група треба да се појача и побрине да се настави даље. Тако је почео да преузима водећу улогу. 
Кроз Тото је током година прошло неколико водећих вокала, укључујући Боби Кимбала, Фергие Фредериксена и  Џозефа Вилијамса. После смене њиховог четвртог вокала, Жан-Мишел Бајрона, 1990. године, Тото је био без главног певача до 1997 године, а у међувремену је Лукатер преузео већину вокалних дужности у бенду. Изводио је главне вокале за све нумере на албуму Kindom of Desire из 1992. године и албуму Tambu из 1995. године, изузев две инструменталне нумере. Неки рецензенти албума Tambu супротставили су Лукатеров вокал вокалима бивших певача Кимбала и Вилијамса (и заиста, жестоко критиковали читав албум),  а неки рецензенти концерата приметили су да је он имао вокалних проблема са одређеним песмама. С тим у вези, велики број пратећих и гостујућих вокала пратио је наступе бенда уживо током тог периода.  Тек када је Тото вратио Вилијамса и Кимбала да сарађују на албуму Toto XX из 1998. године, Лукатер се претежно вратио у улогу пратећег вокала. 

## Књиге
- Јеванђеље по Луки (2018)